# Notre-Dame des Naufragés
Notre-Dame des Naufragés est une sculpture de Cyprien Godebski située à la pointe du Raz à Plogoff (Finistère).

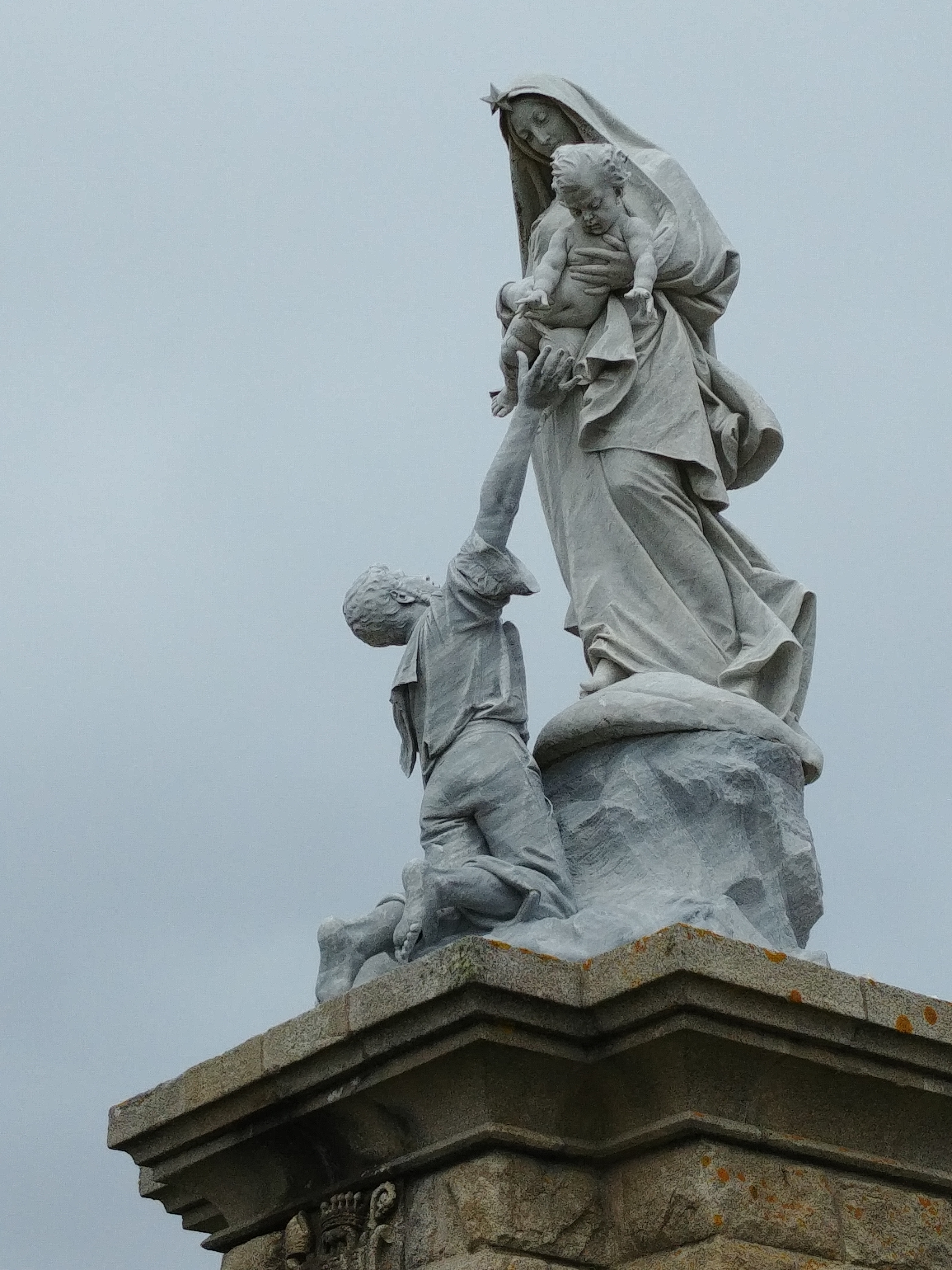
Statue "Notre Dame des Naufragés" - Pointe du Raz - France

## Situation
La sculpture est située sur un terrain concédé gratuitement par un habitant de la paroisse de Plogoff, M. Yves  Kersaudy, demeurant à Lescoff[réf. souhaitée]. La Préfecture maritime de Brest avait accordé son autorisation le 8 avril 1901[pas clair].

## L'œuvre

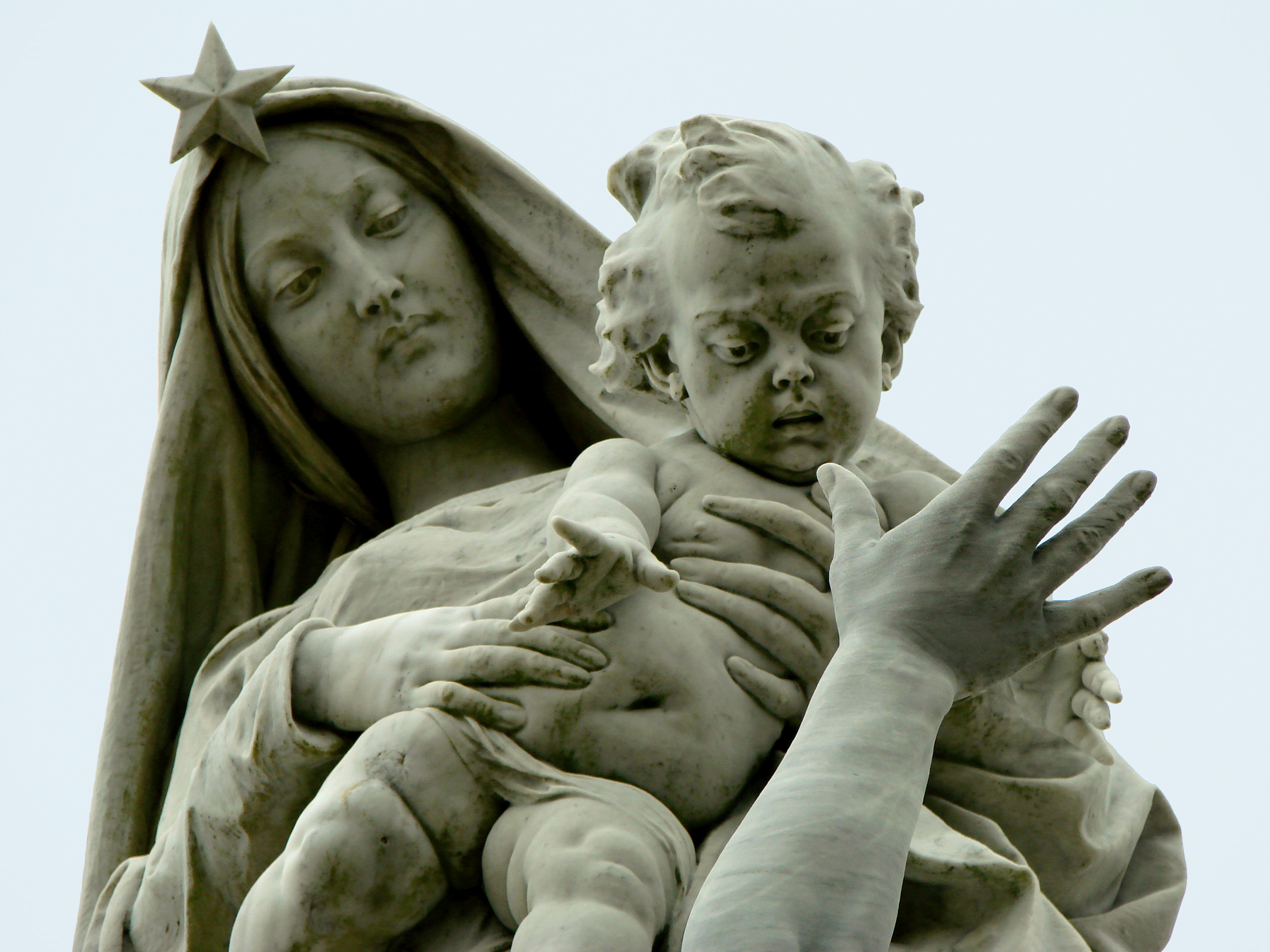
Notre-Dame des Naufragés - détail.

Sculpture en marbre de Carrare de Cyprien Godebski (1835-1909), elle n'est pourtant pas initialement en lien avec l'activité maritime bretonne mais en mémoire du fils de l'artiste mort au Tonkin. Finalement, Godebski se propose à l'évêque de Quimper pour effectuer cette réalisation monumentale qu'il offre à la Bretagne contre le seul remboursement des frais de transport de l'œuvre depuis Carrare. Le groupe, haut de 6 mètres et représentant l'apparition de la Vierge Marie à un marin naufragé, s'élève sur un piédestal de 4,50 m (socle de granit dessiné par le chanoine J.M. Abgrall, architecte). L'œuvre est mise en place le samedi 19 juin 1904. L'inauguration et la bénédiction ont eu lieu le dimanche 3 juillet 1904. Lors de cette inauguration, Godebski se présente en « fils de la nation polonaise, nation souffrante et sensible à la situation du peuple breton ».

## Le pardon
Tous les ans, le dernier dimanche d'août est célébré le pardon de Notre-Dame des Naufragés. 

## Le cantique breton
À cette occasion est chanté, depuis plusieurs générations, le cantique en breton Intron Varia Beg Ar Raz (Notre Dame de la Pointe du Raz,  dans lequel la sculpture est décrite). 
Refrain :
Intron Varia Beg ar Raz,

Dirazoc'h e ma ar mor braz,

War hon listri, war hor bagou,

Savit ho torn leun a hrasou.

1 - War zouar Plougon, e Beg ar Raz,

A bep tu, war vel d'ar mor braz,

D'ar Verc'hez Vari 'zo savet,

Eun imaj marbr, kaër meurbet.

2 - Mari, war e breac'h galloudus,

A zo ganti e mab Jézuz,

E-harz e zreid, hanter-veuzet,

Eur martolod 'zo daoulinet.

3 - Hag e wel ar Mabig Jézuz,

Ken dous ha ken madelezuz ,

O hasten e zaouarnigou,

'Vit hen tenna d'eus ar tarziou.

4 - Hag ar Werhez, ken dous, ken mad,

A unan gant Jezuz he Mab,

'Ra ive eur zell a druez,

Warzu ar paour martolod kêz.

5 - O Mamm Doue, leun a enor,

C'hui a zo steredenn ar mor,

C'hui 'zo mamm ar vartoloded,

Ha sikour an oll Vretoned.

6 - A dost, a bell, e pep karter,

Bep vech pa vezim en danjer,

Ouzoc'h, gwerc'hez, ni n'em voestlo,

Ha sûr, C'hui Mamm, hor zikouro.

7 - Hag er gêr hor bugaligou,

hor gragez paour hag hor mammou,

Evidomp, O Gwerc'hez Vari,

Devez na vankint d'ho pedi.

8 - War mor ar bed, O Mamm Doue,

Diwallit mat ho pugale,

Hor 'hasit oll d'ar Baradoz,

E ma Jezuz ous hor gortoz.